# Norrskatan, Larsmo
Norrskatan är en udde i Finland.   Den ligger i den ekonomiska regionen  Jakobstadsregionen  och landskapet Österbotten, i den centrala delen av landet, 400 km norr om huvudstaden Helsingfors. Norrskatan ligger på ön Örarna.
Terrängen inåt land är mycket platt. Havet är nära Norrskatan västerut. Närmaste större samhälle är Jakobstad, 14,1 km sydost om Norrskatan. 